# Ааб, Яак
Я́ак А́аб (эст. Jaak Aab; род. 9 апреля 1960, Таагепера, Эстонская ССР) — эстонский политический и государственный деятель. Член Центристской партии. В прошлом — министр административного управления Эстонии (2021—2022), министр образования и науки (2020—2021), министр административного управления Эстонии (2017—2018, 2019—2020), министр социальных дел Эстонии (2005—2007), член Рийгикогу (парламента) IX (2005—2007) и XI (2007—2011) созывов.

## Биография
Родился 9 апреля 1960 года в деревне Таагепера Валгаского района Эстонской ССР.
В 1967—1977 годах учился в школе. В 1986 году окончил Таллинский педагогический институт по специальности «русский язык и литература».
Состоял в КПСС, с 19 января 1988 по 23 октября 1989 занимал пост секретаря райкома КПЭ города Выхма. В 1994—1998 году был вице-мэром города Выхма, в 1998—2002 годах — мэром города Выхма. В 2003—2005 годах — исполнительный директор Эстонского союза городов.
В 2002—2003 годах — член Рийгикогу IX созыва. 12 сентября 2004 года вступил в Центристскую партию Эстонии. По результатам парламентских выборов 2007 года избран членом Рийгикогу XI созыва, был заместителем председателя комиссии по социальным делам. В 2016—2017 годах — генеральный секретарь Центристской партии.
С 13 апреля 2005 года по 5 апреля 2007 года — министр социальных дел Эстонии. С 12 июня 2017 года до 2 мая 2018 года, с 29 апреля 2019 года по 25 ноября 2020 года — министр административного управления Эстонии. С 25 ноября 2020 года по 26 января 2021 года — министр образования и науки. С 26 января 2021 года — министр административного управления Эстонии. 3 июня 2022 года освобождён от должности.
Владеет эстонским, финским, русским и английским языками.

## Личная жизнь
Был женат на Кайе Ааб (Kaie Aab; род. 1958), является отцом двух дочерей. Женат с 2020 года на Мариан Ааб, в девичестве Куллеркупп (Marian Kullerkupp).